# Realme 8
realme 8 та realme 8 Pro — смартфони середнього рівня, розроблені компанією realme, що є наступником realme 7 та realme 7 Pro. Були представлені 24 березня 2021 року.
Старт продажів в Україні був оголошений 2 серпня 2021 року.

## Дизайн
Екран виконаний зі скла. Корпус виконаний з пластику.
Знизу знаходяться роз'єм USB-C, динамік, мікрофон та 3.5 мм аудіороз'єм. Зверху розташований другий мікрофон. З лівого боку смартфона розташований слот під 2 SIM-картки і карту пам'яті формату microSD до 256 ГБ. З правого боку розміщені кнопки регулювання гучності та кнопка блокування смартфону.
realme 8 продається в кольорах Cyber Silver (сріблястий) та Cyber Black (чорний).
realme 8 Pro продається в 3 кольорах: Infinite Blue (матовий блакитний), Infinite Black (матовий чорний), Punk Black (глянцевий чорний) та Illuminating Yellow (матовий жовтий).

## Технічні характеристики

### Платформа
realme 8 отримав процесор MediaTek Helio G95 та графічний процесор Mali-G76 MC4.
realme 8 Pro отримав процесор Qualcomm Snapdragon 720G та графічний процесор Adreno 618.

### Батарея
realme 8 отримав батарею об'ємом 5000 мА·год та підтримку швидкої зарядки Dart Charge на 30 Вт, що заряджає смартфон на 50% за 26 хвилин та на 100% за 65 хвилини (рекламується).
realme 8 Pro отримав батарею об'ємом 4500 мА·год та підтримку швидкої зарядки SuperDart Charge на 50 Вт, що заряджає смартфон на 50% за 17 хвилин та на 100% за 47 хвилини (рекламується).

### Камер
realme 8 отримав основну квадрокамеру 64 Мп, f/1.8 (ширококутний) + 8 Мп, f/2.3 (ультраширококутний) з кутом огляду 119˚ + 2 Мп, f/2.4 (макро) + 2 Мп, f/2.4 (сенсор глибини) з фазовим автофокусом.
realme 8 Pro отримав основну квадрокамеру 108 Мп, f/1.9 (ширококутний) + 8 Мп, f/2.3 (ультраширококутний) з кутом огляду 119˚ + 2 Мп, f/2.4 (макро) + 2 Мп, f/2.4 (сенсор глибини) з фазовим автофокусом.
Всі моделі вміють записувати відео у роздільній здатності 4K@30fps. Фронтальна камера усіх моделей отримала роздільність 16 Мп, світлосилу f/2.5 (ширококутний) та здатність запису відео у роздільній здатності 1080p@30fps.

### Екран
Екран Super AMOLED, 6.4", FullHD+ (2400 × 1080) зі співвідношенням сторін 20:9, щільністю пікселів 409 ppi та круглим вирізом під фронтальну камеру, що розміщений у верхньому лівому кутку. Також під дисплей вбудований сканер відбитків пальців.

### Пам'ять
realme 8 продається в комплектаціях 4/64, 4/128, 6/128 та 8/128 ГБ. В Україні смартфон доступний тільки в комплектації 6/128 ГБ.
realme 8 Pro продається в комплектаціях 6/128 та 8/128 ГБ. В Україні смартфон доступний тільки в комплектації 8/128 ГБ.

### Програмне забезпечення
Смартфони були випущені на realme UI 2.0 на базі Android 11 і Були оновлені до realme UI 4.0 на базі Android 13.